# Ocimar Roberto Bahnert de Camargo
Ocimar Roberto Bahnert de Camargo (Tibagi, 26 de maio de 1959) é um político brasileiro filiado ao Partido Social Democrático (PSD)
Foi prefeito do município de Ventania, no Paraná por três gestões. Foi acusado de nepotismo cruzado por contratar parente de terceiros na prefeitura durante a sua gestão. Foi também condenado a devolver 30% do seu salário recebido durante um mês.